# Rosalie Blum
A Rosalie Blum 2015-ben bemutatott francia film, amelyet Julien Rappeneau rendezett és írt.
A producerei Michaël Gentile és Charles Gillibert. A főszerepekben Noémie Lvovsky, Kyan Khojandi, Alice Isaaz, Anémone és Philippe Rebbot  láthatók. A film zeneszerzője Martin Rappeneau. A film gyártója a The Film és a CG Cinéma, forgalmazója az SND Films. Műfaja filmvígjáték, filmdráma. Franciaországban először a Sarlat Film Festivalon mutatták be 2015. november 11-én, mozikban 2016. március 26-án mutatták be. Magyarországon 2017. április 8-án a Cinemax mutatta be.

## Szereplők
| Szereplő | Színész             | Magyar hang        |
| --- | ------------------- | ------------------ |
| Rosalie Blum | Noémie Lvovsky      | Németh Kriszta     |
| Vincent Machot | Kyan Khojandi       | Haumann Máté       |
| Aude Cerceau | Alice Isaaz         | Törőcsik Franciska |
| Simone Machot | Anémone             | Halász Aranka      |
| Bérlőtárs | Philippe Rebbot     | Háda János         |
| Cécile | Sara Giraudeau      | Gáspár Kata        |
| Laura | Camille Rutherford  | Szilágyi Csenge    |
| Laurent | Nicolas Bridet      | Bozsó Péter        |
| Aude apja | Grégoire Oestermann | Tarján Péter       |
| Aude nővére | Aude Pépin          | Tarr Judit         |
| Részeg vendég a bárban | Pierre Diot         | Törköly Levente    |
| Részeg vendég barátja | Matthias Van Khache | Ember Márk         |
| Munkaügyi tanácsadó | Jean-Michel Lahmi   | Péter Richárd      |
| Karvezető | Catherine Julien    | Tóth Szilvia       |
| További magyar hangok |                     |                    |
| Bakonyi Alexa, Bárány Virág, Csépai Eszter, Farkas Zita, Fehérváry Márton, Hábermann Lívia, Kadosa Patrik, Keresztény Tamás, Kis-Kovács Luca, Kiss László, Mohácsi Nóra, Németh Gábor, Pásztor Tibor, Petridisz Hrisztosz, Rácz Lili, Rákosfalvi Kristóf, Téglás Judit |                     |                    |